# 小林義則
小林 義則（こばやし よしのり、1963年 - ）は、共同テレビジョン所属のテレビドラマ演出家、映画監督。共同テレビジョン専任副部長。

## 経歴
群馬県出身。1987年に共同テレビに入社、当初在籍していたCM部からドラマ部へ異動し、2001年に『ココだけの話」』（テレビ朝日）で初演出。その後、共同テレビ制作のテレビドラマの制作に携わる。代表作は『海猿 UMIZARU EVOLUTION』（フジテレビ）、『アンフェア』（関西テレビ／フジテレビ）など。2007年3月17日公開の『アンフェア the movie』では初の映画監督を務めた。

## 主な作品

### テレビドラマ
- ココだけの話（2001年、テレビ朝日）
- 世にも奇妙な物語秋の特別編「採用試験」（2002年、フジテレビ）
- 性と街〜モテる技術〜（2002年、フジテレビ）
- ダブルスコア（2002年、フジテレビ）
- 彼女たちのクリスマス イブの夜に贈る4人の女性の物語（2002年、フジテレビ）
- 愛するために愛されたい（2003年、TBS）チーフディレクター
- エースをねらえ!（2004年、テレビ朝日）
- 世にも奇妙な物語 2004年秋の特別編「殺し屋ですのよ」（2004年、フジテレビ）
- 君が想い出になる前に（2004年、関西テレビ／フジテレビ）
- 海猿 UMIZARU EVOLUTION（2005年、フジテレビ）
- 日本の歴史「大化の改新」（2005年、フジテレビ）
- アンフェア（2006年、関西テレビ／フジテレビ）チーフディレクター
- 科学捜査研究所・文書鑑定の女3（2006年、テレビ朝日）
- ダンドリ。〜Dance☆Drill〜（2006年、フジテレビ）チーフディレクター
- スワンの馬鹿! 〜こづかい3万円の恋〜（2007年、関西テレビ／フジテレビ）
- ドラマW　パンドラ（2008年、WOWOW）
- モンスターペアレント（2008年、関西テレビ／フジテレビ）チーフディレクター
- ドラマW　誘拐（2009年、WOWOW）
- 世にも奇妙な物語 20周年スペシャル・春 〜人気番組競演編〜「まる子に会える町」（2010年、フジテレビ）
- ドラマW　パンドラII 飢餓列島（2010年4月、WOWOW）
- ギルティ 悪魔と契約した女（2010年、関西テレビ／フジテレビ）チーフディレクター
- 世にも奇妙な物語 2011年 秋の特別編「憑かれる」（2011年、フジテレビ）
- ドラマW　造花の蜜（2011年、WOWOW）チーフディレクター
- 恋なんて贅沢が私に落ちてくるのだろうか?（2012年、フジテレビワンツーネクスト）チーフディレクター
- 世にも奇妙な物語 2012年 春の特別編「スウィート・メモリー」（2012年、フジテレビ）
- 東野圭吾ミステリーズ『甘いはずなのに』（2012年、フジテレビ）
- ビューティフルレイン（2012年、フジテレビ）
- dinner（2013年、フジテレビ）
- ショムニ2013（2013年、フジテレビ）
- 女医・倉石祥子2 〜死の研究室〜（2013年、フジテレビ）
- 血の轍（2014年、WOWOW）チーフディレクター
- 女医・倉石祥子3 〜死の最終診断〜（2014年、フジテレビ）
- すべてがFになる（2014年、フジテレビ）
- 天才探偵ミタライ〜難解事件ファイル「傘を折る女」〜（2015年、フジテレビ）
- HEAT（2015年、関西テレビ／フジテレビ）チーフディレクター
- このミステリーがすごい! 「冬、来たる」（2015年、TBS）
- 初恋芸人（2016年、NHKBSプレミアム）チーフディレクター
- ヤッさん〜築地発! おいしい事件簿〜（2016年、テレビ東京）チーフディレクター
- 女医・倉石祥子4 〜死の内科病棟〜（2016年、フジテレビ）
- 大貧乏（2017年、フジテレビ）
- 明日の約束（2017年、関西テレビ／フジテレビ）
- ヘッドハンター（2018年、テレビ東京）
- 駐在刑事（2018年、テレビ東京）
- 世にも奇妙な物語「しらず森」（2019年、フジテレビ）
- 絶対零度〜未然犯罪潜入捜査〜2020 （2020年、フジテレビ）
- 駐在刑事season2（2020年、テレビ東京）チーフディレクター
- 世にも奇妙な物語「タテモトマサコ」（2020年、フジテレビ）
- レンアイ漫画家（2021年、フジテレビ）
- 駐在刑事スペシャル2021（2021年、テレビ東京）
- 駐在刑事season3（2022年、テレビ東京）チーフディレクター
- 吉祥寺ルーザーズ（2022年、テレビ東京）
- 忍者に結婚は難しい（2023年、フジテレビ）
- 世にも奇妙な物語「お姫様クラブ」（2023年、フジテレビ）
- ハイエナ（2023年、テレビ東京）[1]
- 世にも奇妙な物語「友引村」（2024年、フジテレビ）
- 笑うマトリョーシカ（2024年、TBS）
- 人事の人見（2025年、フジテレビ）

### 映画
- アンフェア the movie（2007年3月）
- SS エスエス（2008年1月）
- きな子〜見習い警察犬の物語〜（2010年8月）

### ネットドラマ
- アマルフィ ビギンズ（2009年6月）